# Krasnosiłka (hromada Owrucz)
Krasnosiłka (ukr. Красносілка) – wieś na Ukrainie, w obwodzie żytomierskim, w rejonie korosteńskim. W 2001 liczyła 392 mieszkańców, wśród których 389 jako ojczysty język wskazało ukraiński, a 3 rosyjski.